# Землетрус на Тайвані (1999)
Землетрус на Тайвані 1999 року (Землетрус 9/21) — руйнівний землетрус, який відбувся 21 вересня 1999 року о 01:47:13 за місцевим Тайванським часом (UTC+8) (20.09.1999, 20:47:13 за київським часом). Магнітуда сягнула 7,7 балів за шкалою Ріхтера. Епіцентр землетрусу знаходився в центральній частині острову Тайвань, в районі Цзіцзі (регіон Наньтоу), гіпоцентр перебував на глибині 8 км.

## Наслідки

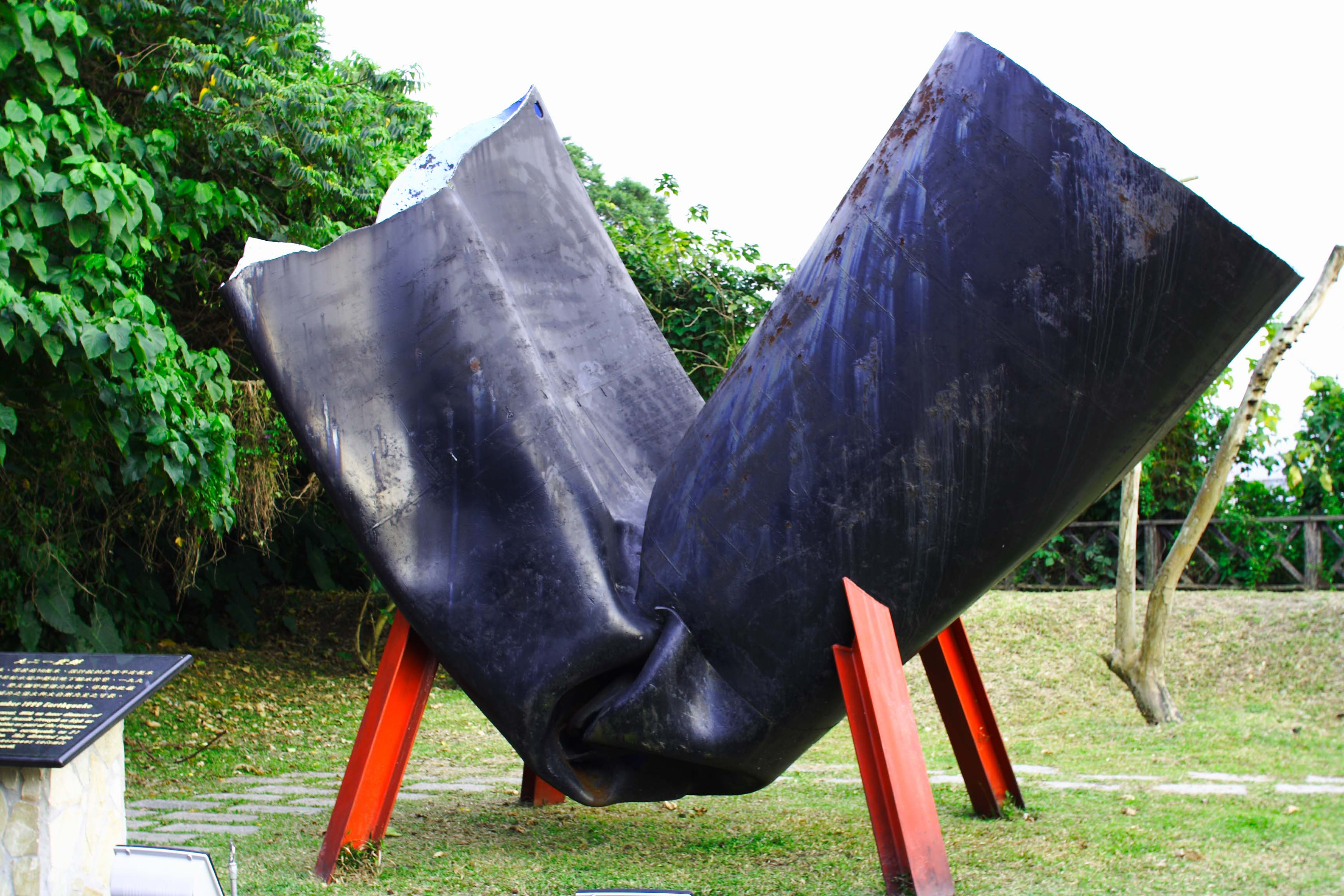
Зігнутий сейсмічними хвилями підземний водопровід (2 м ширина, 1.8 см товщина стінок). Виставлений в музеї питної води в Тайбеї.

В результаті землетрусу 2415 людей загинуло, постраждало — 11 305 та ще 29 зникло безвісти. Землетрус став другим за кількістю жертв у всій писемній історії Тайваню. Внаслідок землетрусу близько 100 тисяч людей втратили своє житло.
За підсумками землетрусу, на всіх трьох тайванських АЕС було розроблено автоматизовану систему сейсмічних відключень (ASTS) з метою підвищити безпеку на випадок подібних катастроф. Систему було остаточно протестовано і запущено в листопаді 2007 року.